# Warunkowanie klasyczne
Warunkowanie klasyczne lub warunkowanie pawłowowskie (odkąd J. Konorski i S. Miller odkryli warunkowanie instrumentalne, czyli II typu, stosuje się także nazwę warunkowanie I typu) – forma uczenia się. Należy do mechanizmów wyższych czynności nerwowych. Eksperymenty nad warunkowaniem przeprowadził jako pierwszy Iwan Pawłow. Stwierdził on, że podanie psu pokarmu do pyska wywołuje u niego wydzielanie śliny. Reakcję tę Pawłow nazwał odruchem lub reakcją bezwarunkową, ponieważ występuje ona bez uczenia się, w sposób niezmienny, utrwalony dziedzicznie; pokarm zaś jest bezwarunkowym bodźcem dla tej reakcji. Dzięki warunkowaniu klasycznemu można uzyskać reakcję wydzielania śliny na dowolny sygnał obojętny, wystarczy tylko regularnie go powtarzać w towarzystwie bodźca bezwarunkowego.
Przykład: jeśli bezpośrednio przed podaniem psu pokarmu zadzwoni dzwonek, to po kilku próbach na sam dźwięk dzwonka pies zaczyna wydzielać ślinę. Przed eksperymentem dzwonek nigdy nie wywoływał u psa reakcji ślinienia, a więc nauczył się on, że bodziec, który zawsze pojawia się przed jedzeniem, jest sygnałem karmienia. Tego typu bodziec (sygnał) Pawłow nazwał bodźcem warunkowym, a efekt wywołany przez niego (tu: wydzielanie śliny) – reakcją warunkową lub odruchem warunkowym. Odruch taki wytwarza się dzięki wielokrotnemu kojarzeniu się bodźca (np. dźwięku dzwonka) z podawaniem pokarmu, co Pawłow określił jako wzmocnienie bodźca warunkowego.
Warunkowanie jest najskuteczniejsze wtedy, gdy czas upływający między bodźcem warunkowym a bezwarunkowym nie jest zbyt duży (do 0,5 s), przy większych odstępach warunkowanie trwa dłużej lub wcale nie zachodzi.
Na Zachodzie za warunkowanie klasyczne uważa się wszelkie warunkowania przeprowadzane według schematu bodziec → reakcja. Wprawdzie gdzieniegdzie delikatnie wspomina się, że chodzi o reakcje emocjonalne lub reakcje w oparciu o układ nerwowy autonomiczny, jednak opis samych eksperymentów jest pomijany i w związku z tym trudno określić, o jaką reakcję tak naprawdę chodzi. Jest to istotne, bowiem odruchy bezwarunkowe zachodzą na poziomie rdzenia kręgowego natomiast odruchy warunkowe wymagają udziału mózgu i często świadomie kontrolowanych mięśni, co jest już istotą odruchów instrumentalnych.

## Literatura
- J. Konorski, Integracyjna działalność mózgu, Warszawa 1969
- Michaił Rutkiewicz: Mózg i myślenie. W: Krótki zarys historii filozofii. Pod redakcją M.T. Jowczuka, T.I. Ojzermana, I.J. Szczipanowa. Przeł. Marian Drużkowski i in. Wyd. II, poprawione i uzupełnione. Warszawa: Książka i Wiedza, listopad 1969, s. 687–693. (pol.).
- Burrhus Frederic Skinner, Poza wolnością i godnością, PIW, Warszawa 1978
- Burrhus Frederic Skinner, Zachowanie się organizmów, PWN, Warszawa 1995, ISBN 83-01-11121-6.